# Henrik Gunde
Henrik Gunde Pedersen (født 22. juli 1969) er en dansk jazzpianist.
Han er medlem af DR Big Band.
Trioen Gunde On Garner består foruden af ham selv af Steen Holm og Nicolas Kock.
Han spiller også i Hans Ulrik Quartet.
Gunde er fra Sneum ved Tjæreborg.
Han var blandt de første uddannet fra den rytmiske linje på konservatoriet i Esbjerg.